# Tour du Bas
La tour du Bas est une tour située à Laure-Minervois, en France.

## Localisation
La tour est située sur la commune de Laure-Minervois, dans le département français de l'Aude.

## Historique
L'édifice est inscrit au titre des monuments historiques en 1948.